# Saint-Martin-le-Colonel
Saint-Martin-le-Colonel è un comune francese di 177 abitanti situato nel dipartimento della Drôme della regione dell'Alvernia-Rodano-Alpi.

## Società

### Evoluzione demografica
Abitanti censiti